# Trainhac
Trainhac (occità) o Treignac (francès) és un comú francès al departament de la Corresa, a la regió de Nova Aquitània. L'església de Nostra Senyora és un dels monuments més destacats del poble i es caracteritza per tenir un campanar torçat. Treignac és esmentat sota les formes llatines Trainiaco (el 924) i Trainiaci (vers el 1092), respectivament en ablatiu i en genitiu, després el 1105 sota la forma occitana Trayniac. Segons Marcel Villoutreix, és un derivat de l'antropònim llatí Traianius amb el sufix gal -acus.

## Demografia

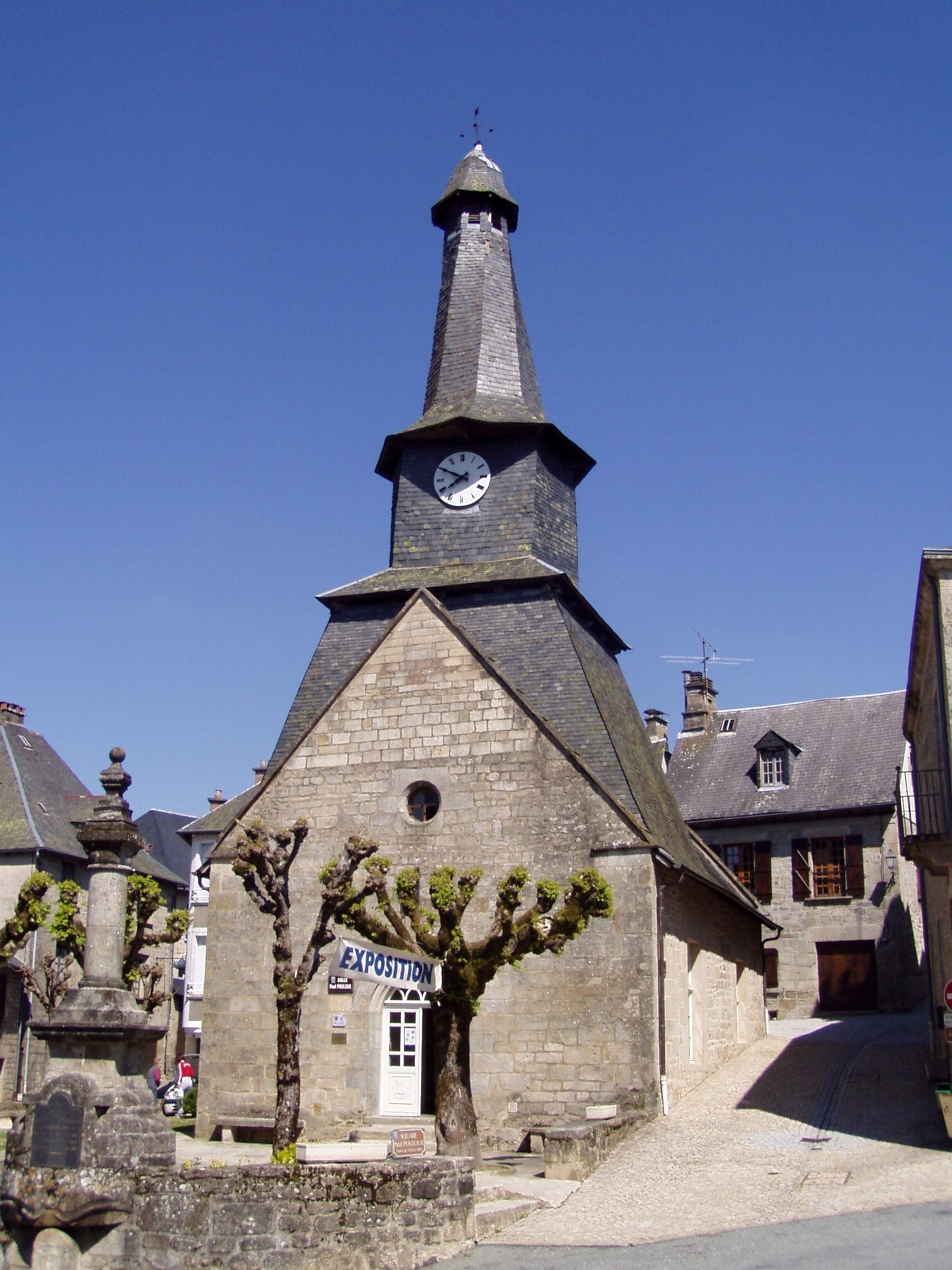
Església

| 1962                                       | 1968  | 1975  | 1982  | 1990  | 1999  | 2007  |
| ------------------------------------------ | ----- | ----- | ----- | ----- | ----- | ----- |
| 1.795                                      | 1.826 | 1.866 | 1.690 | 1.520 | 1.418 | 1.384 |
| Des de 1962: població sense dobles comptes |       |       |       |       |       |       |

## Administració
| Període   | Identitat        | Partit |
| --------- | ---------------- | ------ |
| 1929-1939 | Albert Fleyssac  |        |
| 1945-1947 | Léon Mayzaud     |        |
| 1947-1959 | Johannés Dupuy   |        |
| 1959-1989 | Paul Pouloux     |        |
| 1989-1995 | Guy Merle        |        |
| 1995-2001 | Georges Bordes   |        |
| 2001-     | Jean Paul Navaud |        |

## Agermanaments
- Neuendettelsau, Alemanya